# Storbritanniens Grand Prix 2024
Storbritanniens Grand Prix 2024, officiellt Formula 1 Qatar Airways British Grand Prix 2024, var ett Formel 1-lopp som kördes den 7 juli 2024 på Silverstone Circuit i Storbritannien. Det var det tolfte loppet ingående i Formel 1-säsongen 2024 och kördes över 52 varv.

## Ställning i mästerskapet före loppet
| Pos. | Förare            | Poäng |
| ---- | ----------------- | ----- |
| 1 ▬  | Max Verstappen    | 237   |
| 2 ▬  | Lando Norris      | 156   |
| 3 ▬  | Charles Leclerc   | 150   |
| 4 ▬  | Carlos Sainz, Jr. | 135   |
| 5 ▬  | Sergio Pérez      | 118   |

| Pos. | Konstruktör           | Poäng |
| ---- | --------------------- | ----- |
| 1 ▬  | Red Bull              | 355   |
| 2 ▬  | Ferrari               | 291   |
| 3 ▬  | McLaren-Mercedes      | 268   |
| 4 ▬  | Mercedes              | 196   |
| 5 ▬  | Aston Martin-Mercedes | 58    |

- Notering: Endast de fem bästa placeringarna i vardera mästerskap finns med på listorna.

## Träningspassen
Tre träningspass hölls under racehelgen. Det första träningspasset toppades av Lando Norris i McLaren före Lance Stroll i Aston Martin och Oscar Piastri i McLaren. Det andra träningspasset toppades av Norris före Piastri och Sergio Pérez i Red Bull Racing. Det tredje träningspasset toppades av George Russell i Mercedes före teamkamraten Lewis Hamilton och Norris.
I det första träningspasset körde Oliver Bearman istället för Kevin Magnussen i Haas, Franco Colapinto ersatte Logan Sargeant i Williams, Jack Doohan ersatte Pierre Gasly i Alpine och Isack Hadjar ersatte Sergio Pérez i Red Bull Racing. Colapinto gjorde sin F1 debut i träningspasset.

## Kvalet
Kvalet kördes den 6 juli 2024, klockan 15:00 lokal tid (UTC+1).
| Pos.                     | Nr. | Förare           | Konstruktör                  | Kvaltider | Kvaltider | Kvaltider | Start- grid |
| Pos.                     | Nr. | Förare           | Konstruktör                  | Q1        | Q2        | Q3        | Start- grid |
| ------------------------ | --- | ---------------- | ---------------------------- | --------- | --------- | --------- | ----------- |
| 1                        | 63  | George Russell   | Mercedes                     | 1:30.106  | 1:26.723  | 1:25.819  | 1           |
| 2                        | 44  | Lewis Hamilton   | Mercedes                     | 1:29.547  | 1:26.770  | 1:25.990  | 2           |
| 3                        | 4   | Lando Norris     | McLaren-Mercedes             | 1:31.596  | 1:26.559  | 1:26.030  | 3           |
| 4                        | 1   | Max Verstappen   | Red Bull Racing-Honda RBPT   | 1:31.342  | 1:26.796  | 1:26.203  | 4           |
| 5                        | 81  | Oscar Piastri    | McLaren-Mercedes             | 1:30.895  | 1:26.733  | 1:26.237  | 5           |
| 6                        | 27  | Nico Hülkenberg  | Haas-Ferrari                 | 1:31.929  | 1:26.847  | 1:26.338  | 6           |
| 7                        | 55  | Carlos Sainz Jr. | Ferrari                      | 1:30.557  | 1:26.843  | 1:26.509  | 7           |
| 8                        | 18  | Lance Stroll     | Aston Martin Aramco-Mercedes | 1:31.410  | 1:26.938  | 1:26.585  | 8           |
| 9                        | 23  | Alexander Albon  | Williams-Mercedes            | 1:31.135  | 1:26.933  | 1:26.640  | 9           |
| 10                       | 14  | Fernando Alonso  | Aston Martin Aramco-Mercedes | 1:31.264  | 1:26.730  | 1:26.917  | 10          |
| 11                       | 16  | Charles Leclerc  | Ferrari                      | 1:30.496  | 1:27.097  | N/A       | 11          |
| 12                       | 2   | Logan Sargeant   | Williams-Mercedes            | 1:31.608  | 1:27.175  | N/A       | 12          |
| 13                       | 22  | Yuki Tsunoda     | RB-Honda RBPT                | 1:30.994  | 1:27.269  | N/A       | 13          |
| 14                       | 24  | Zhou Guanyu      | Kick Sauber-Ferrari          | 1:31.190  | 1:27.867  | N/A       | 14          |
| 15                       | 3   | Daniel Ricciardo | RB-Honda RBPT                | 1:31.291  | 1:27.949  | N/A       | 15          |
| 16                       | 77  | Valtteri Bottas  | Kick Sauber-Ferrari          | 1:32.431  | N/A       | N/A       | 16          |
| 17                       | 20  | Kevin Magnussen  | Haas-Ferrari                 | 1:32.905  | N/A       | N/A       | 17          |
| 18                       | 31  | Esteban Ocon     | Alpine-Renault               | 1:34.557  | N/A       | N/A       | 18          |
| 19                       | 11  | Sergio Pérez     | Red Bull Racing-Honda RBPT   | 1:38.348  | N/A       | N/A       | PL1         |
| 20                       | 10  | Pierre Gasly     | Alpine-Renault               | 1:39.804  | N/A       | N/A       | 192         |
| 107 %-gränsen: 1:35.8153 |     |                  |                              |           |           |           |             |
| Källor:                  |     |                  |                              |           |           |           |             |

Noter
- ^1  – Sergio Pérez kvalade på 19:e plats, men fick starta från depån, då han bytt ut delar i power uniten under parc fermé utan tillåtelse.[9]
- ^2  – Pierre Gasly fick starta loppet från sista platsen på startgriden för att ha överskridit sin del av power units. Han fick dock starta från 19:e startrutan, då Sergio Pérez startade från depån.[9]
- ^3  – Då kvalet kördes på blött underlag så tillämpades inte 107 %-gränsen.[10]

## Loppet
Loppet kördes den 7 juli 2024, klockan 15:00 lokal tid (UTC+1), och kördes över 52 varv.
| Pos.                                                            | Nr. | Förare           | Konstruktör                  | Varv | Tid/Bröt    | Placering | Poäng |
| --------------------------------------------------------------- | --- | ---------------- | ---------------------------- | ---- | ----------- | --------- | ----- |
| 1                                                               | 44  | Lewis Hamilton   | Mercedes                     | 52   | 1:22:27.059 | 2         | 25    |
| 2                                                               | 1   | Max Verstappen   | Red Bull Racing-Honda RBPT   | 52   | +1.465      | 4         | 18    |
| 3                                                               | 4   | Lando Norris     | McLaren-Mercedes             | 52   | +7.547      | 3         | 15    |
| 4                                                               | 81  | Oscar Piastri    | McLaren-Mercedes             | 52   | +12.429     | 5         | 12    |
| 5                                                               | 55  | Carlos Sainz Jr. | Ferrari                      | 52   | +47.318     | 7         | 111   |
| 6                                                               | 27  | Nico Hülkenberg  | Haas-Ferrari                 | 52   | +55.722     | 6         | 8     |
| 7                                                               | 18  | Lance Stroll     | Aston Martin Aramco-Mercedes | 52   | +56.569     | 8         | 6     |
| 8                                                               | 14  | Fernando Alonso  | Aston Martin Aramco-Mercedes | 52   | +1:03.577   | 10        | 4     |
| 9                                                               | 23  | Alexander Albon  | Williams-Mercedes            | 52   | +1:08.387   | 9         | 2     |
| 10                                                              | 22  | Yuki Tsunoda     | RB-Honda RBPT                | 52   | +1:19.303   | 13        | 1     |
| 11                                                              | 2   | Logan Sargeant   | Williams-Mercedes            | 52   | +1:28.960   | 12        |       |
| 12                                                              | 20  | Kevin Magnussen  | Haas-Ferrari                 | 52   | +1:30.153   | 17        |       |
| 13                                                              | 3   | Daniel Ricciardo | RB-Honda RBPT                | 51   | +1 varv     | 15        |       |
| 14                                                              | 16  | Charles Leclerc  | Ferrari                      | 51   | +1 varv     | 11        |       |
| 15                                                              | 77  | Valtteri Bottas  | Kick Sauber-Ferrari          | 51   | +1 varv     | 16        |       |
| 16                                                              | 31  | Esteban Ocon     | Alpine-Renault               | 50   | +2 varv     | 18        |       |
| 17                                                              | 11  | Sergio Pérez     | Red Bull Racing-Honda RBPT   | 50   | +2 varv     | PL        |       |
| 18                                                              | 24  | Zhou Guanyu      | Kick Sauber-Ferrari          | 50   | +2 varv     | 14        |       |
| DNF                                                             | 63  | George Russell   | Mercedes                     | 33   | Vattentryck | 1         |       |
| DNS                                                             | 10  | Pierre Gasly     | Alpine-Renault               | 0    | Växellåda   | –2        |       |
| Snabbaste varv: Carlos Sainz Jr. (Ferrari) – 1:28.293 (varv 52) |     |                  |                              |      |             |           |       |
| Källor:                                                         |     |                  |                              |      |             |           |       |

Noter
- ^1 – Inkluderar en poäng för snabbaste varv.[12]
- ^2 – Pierre Gasly startade inte loppet på grund av problem med växellådan. Hans plats på gridden lämnades tom.[11]

## Ställning i mästerskapet efter loppet
| Pos.  | Förare            | Poäng |
| ----- | ----------------- | ----- |
| 1 ▬   | Max Verstappen    | 255   |
| 2 ▬   | Lando Norris      | 171   |
| 3 ▬   | Charles Leclerc   | 150   |
| 4 ▬   | Carlos Sainz, Jr. | 146   |
| 5 ▲ 1 | Oscar Piastri     | 124   |

| Pos. | Konstruktör           | Poäng |
| ---- | --------------------- | ----- |
| 1 ▬  | Red Bull              | 373   |
| 2 ▬  | Ferrari               | 302   |
| 3 ▬  | McLaren-Mercedes      | 295   |
| 4 ▬  | Mercedes              | 221   |
| 5 ▬  | Aston Martin-Mercedes | 68    |

- Notering: Endast de fem bästa placeringarna i vardera mästerskap finns med på listorna.